# Wolfgang Robert Griepenkerl

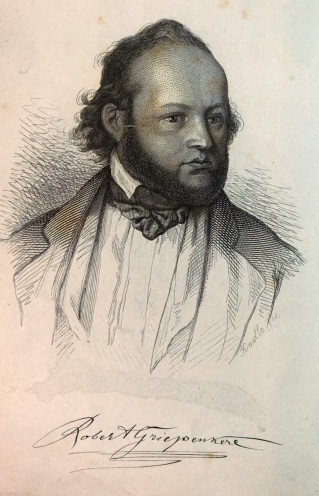
Wolfgang Robert Griepenkerl

Wolfgang Robert Griepenkerl (* 4. Mai 1810 in Hofwil bei Bern; † 16. Oktober 1868 in Braunschweig) war ein deutscher Dramatiker, Erzähler und Kunstkritiker.

## Leben
Der in der Schweiz geborene Sohn des Pädagogen und Musikwissenschaftlers Friedrich Konrad Griepenkerl (1782–1849) kam 1816 mit seinem Vater nach Braunschweig. Dort besuchte er das Katharineum und das Collegium Carolinum, wo sein Vater als Professor tätig war. Von 1831 bis 1835 studierte er in Berlin Theologie und betrieb philosophische, ästhetische und literarische Studien. 1839 wurde er in Jena zum Dr. phil. promoviert. Im selben Jahr begann er am Braunschweiger Collegium Carolinum mit kunst- und literaturgeschichtlichen Vorlesungen, wo er von 1844 bis 1847 auch eine Professur für deutsche Sprache und Literatur innehatte, allerdings ohne Gehalt. Vorlesungen hielt er ab 1840 auch an der Kadettenanstalt. Einer seiner Schüler dort war der damalige Kadett Franz von Holstein, der es Griepenkerl zu verdanken hatte, dass er seine musikalischen Talente weiterentwickelte.
Von 1840 bis zur 1847 erfolgten Scheidung war er mit Auguste von Morgenstern († nach 1869) verheiratet. Sie war die Tochter des preußischen Majors Friedrich Morgenstern (1786–1855) und Nichte des Direktors des braunschweigischen Kriegskollegiums Franz Morgenstern (1787–1869). Ein Sohn starb bereits mit eineinhalb Jahren.

### Revolutionsdramatiker und „Deutscher Shakespeare“
Griepenkerl publizierte als freier Schriftsteller die von der Revolution 1848 beeinflussten Dramen Maximilian Robespierre (1849) und Die Girondisten (1852). Die Aufführungen am Braunschweiger Hoftheater und anschließend auf allen großen deutschen Bühnen führten Griepenkerl auf die Höhe seines literarischen Ruhmes. Er wurde von der Kritik als „Deutscher Shakespeare“ gefeiert.

### Sozialer Abstieg
Es folgten weniger erfolgreiche Dramen und ein langsamer sozialer Abstieg. 1860 wurde er zu einer Gefängnisstrafe wegen betrügerischen Bankrotts verurteilt. Wilhelm Raabe, der in den Jahren 1858 und 1859 mehrmals mit ihm zusammentraf, notierte in seinen Erinnerungen: „Dauernder Verkehr war mit Griepenkerl nicht zu halten. Der Willensschwache sank tiefer und tiefer. Noch heute sehe ich ihn, wie er betrunken durch die Gassen torkelte und schließlich in die aufspritzende Gosse fiel. ... Man soll ihn aber nicht verdammen. Er ist am Herzogtum Braunschweig gestorben. Hat man je bei uns verstanden, ein Genie zu stützen?“
Griepenkerl starb verbittert und verarmt im Jahre 1868. Er wurde auf dem Braunschweiger Katharinenfriedhof bestattet. Sein Grab wurde im Oktober 1937 vor der Einebnung bewahrt. Die Griepenkerlstraße in Braunschweig ist nach Robert Griepenkerl und seinem Vater benannt. 
Sein jüngerer Bruder Otto (1820–1888) war Mediziner und Paläontologe.

## Werk
Als Schriftsteller debütierte er mit den Bildern griechischer Vorzeit (Berlin, 1833), denen das epische Gedicht Die sixtinische Madonna (Braunschweig, 1836), die Novelle Das Musikfest oder die Beethovener (Leipzig, 1838; 2. Auflage, Braunschweig, 1841), die Abhandlungen Ritter Berlioz in Braunschweig (Braunschweig, 1843), Die Oper der Gegenwart (Leipzig, 1847), worin er auf eine Neugestaltung der Tonkunst hinzuwirken suchte, folgten. Nach den beiden oben genannten Revolutionsdramen schuf er noch die vielfach ausgeführten Schauspiele Ideal und Welt (Weimar, 1855) und Auf der hohen Rast (Freiberg, 1860), das Drama Auf St. Helena (Hamburg, 1862) und einen Band Novellen (Braunschweig, 1868).

## Werke (Auswahl)
- Bilder griechischer Vorzeit. Mittler, Berlin 1833. (Digitalisat)
- Die Sixtinische Madonna. Ein erzählendes Gedicht in 10 Gesängen. Vieweg, Braunschweig 1836. (Digitalisat)
- Das Musikfest oder die Beethovener. Novelle. Wigand, Leipzig 1838. (Digitalisat)
- Ritter Berlioz in Braunschweig. Zur Charakteristik dieses Tondichters. Leibrock, Braunschweig 1843. (Digitalisat)
- Der Kunstgenius der deutschen Literatur des letzten Jahrhunderts, in seiner geschichtlich organischen Entwicklung. Vorlesungen. 1. Hinrichs, Leipzig 1846. (Digitalisat)
- Dramatische Werke. Schlodtmann, Bremen 1851-1855.
  - Band 1: Maximilian Robespierre. (Digitalisat)
  - Band 2: Die Girondisten. (Digitalisat)
  - Band 3: Ideal und Welt. (Digitalisat)
- Auf der hohen Rast. Dramatisches Gemälde aus dem Bergmannsleben in vier Aufzügen. Engelhardt, Freiberg 1860. (Digitalisat)
- Auf Sanct Helena. Drama in drei Aufzügen. Hoffmann und Campe, Hamburg 1862. (Digitalisat)